# Pantacordis scotinella
Pantacordis scotinella is een vlinder uit de familie dominomotten (Autostichidae). De wetenschappelijke naam is voor het eerst geldig gepubliceerd in 1916 door Rebel.
Deze vlinder komt voor in Europa.